# Chmeľová
Chmeľová este o comună slovacă, aflată în districtul Bardejov din regiunea Prešov. Localitatea se află la altitudinea de 365 m deasupra n.m., se întinde pe o suprafață de 12,43 km2 și în 2017 număra 368 de locuitori.

## Istoric
Localitatea Chmeľová este atestată documentar din 1414.

## Demografie
| An:                | 1994 | 2004   | 2014   | 2024   |
| ------------------ | ---- | ------ | ------ | ------ |
| Număr de persoane: | 386  | 399    | 390    | 364    |
| Diferență:         |      | +3,36% | −2,25% | −6,66% |

| An:                | 2023 | 2024   |
| ------------------ | ---- | ------ |
| Număr de persoane: | 357  | 364    |
| Diferență:         |      | +1,96% |